# Tiszaszentmárton
Tiszaszentmárton là một thị trấn thuộc hạt Szabolcs-Szatmár-Bereg, Hungary. Thị trấn này có diện tích 14,55 km², dân số năm 2010 là 1137 người, mật độ 78 người/km².